# Traje de tuna
El traje de tuna es una de las características más distintivas y diferenciales de las agrupaciones estudiantiles llamadas tunas o estudiantinas, es su vestimenta. Se trata de una indumentaria propia del siglo de oro español.
Todo tuno viste jubón, camisa, calzas, bombachos o gregüescos, zapatos, un bicornio como tocado, con su capa de tuna, y finalmente la beca, elemento más noble ya que distingue al estudiante como tuno diferenciándolo de los novatos o pardillos. La ropa es de estricto color negro como herencia de los estudiantes de época que lo adquirieron como color propio en homenaje a Felipe II.

## Tocado
Como tocado se ha oficilizado sobre todo el bicornio y en segundo orden el sombrero de ala ancha, así como el bonete, muy popular entre los estudiantes medievales.

## Jubón
El jubón es la denominación que recibe la chaqueta usada que se distingue por estar ceñida al busto y disponer de faroles en los brazos de color negro o del color de la beca o facultad o universidad a la que se representa. Es una prenda cuyo uso se generalizó en el siglo XV como prenda ligera. Existe tanto un jubón de invierno (habitualmente de terciopelo) como de verano, de tela simple y más preparado para hacer frente a los rigores del sol.

## Camisa o cuellos y puños
Debajo del jubón se viste una camisa de color blanco cuyos cuellos y puños sobresalen por debajo del propio jubón. Últimamente se ha sustituido la camisa por cuellos y puños que se fijan en el propio jubón. 

## Gregüescos, cervantinos o bombachos
Como pantalones se han popularizado tanto los denominados bombachos o gregüescos (también llamados cervantinos). Los pantalones bombachos o gongorinos son cortos y anchos en la parte superior de la pierna, siendo ceñidos y atados por debajo de la rodilla y siendo complementados con medias calzas o simplemente medias que cubren lo que queda de la pierna. Los gregüescos o cervantinos son calzones muy anchos, herencia de los siglos XVI y XVII, que se acompañan con calzas.

## Beca de tuna

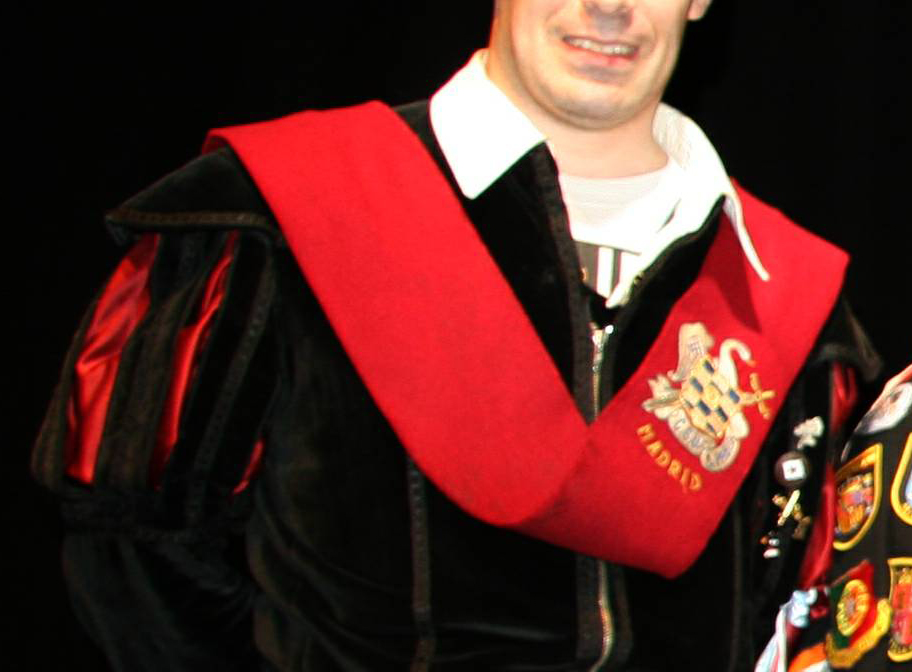
Beca de la Tuna San Pablo CEU de Madrid.

Banda habitualmente de fieltro, paño o seda con el escudo bordado y del color propio de la universidad o facultad o escuela a la que está adscrita la tuna. Solamente pueden portar la beca los veteranos; se coloca en forma de «V» sobre el pecho y hombros por encima del jubón.
Existen algunas tunas que, excepcionalmente, no portan beca sino que se distinguen por el escudo bordado directamente en el traje (sobre el corazón). Estas son:
- la Tuna Compostelana, que lleva cosida la Cruz de Santiago.
- la Tuna de Distrito de Granada, que lleva el escudo de la Universidad de Granada que es la misma que el blasón de Carlos V.

## Capa de tuna

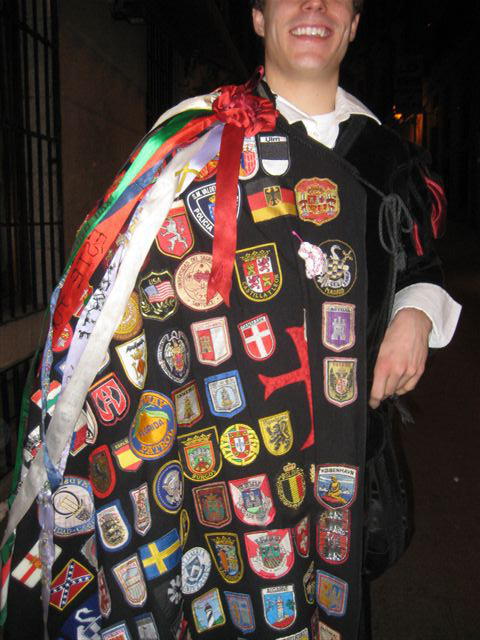
Capa de tuno.

para un tuno la prenda más importante es la capa; en ella se refleja toda la vida tunantesca del individuo. Es una prenda de color negro (su tejido puede ser desde paño hasta algodón) que se porta cubriendo un hombro solamente siendo anudado por debajo del brazo del hombro contrario siguiendo la costumbre medieval. Hay quien añade raso en el interíor del color de la beca de la tuna o que porta la capa como si fuera una capa española convencional, cubriendo por tanto ambos hombros.
En la espalda se fijan en rosetones las cintas recibidas por parte de alguna dama a modo de regalo, cintas que habitualmente son bordadas con una leyenda y pequeños dibujos. También se ha iniciado la costumbre de distribuir cintas en los distintos actos en los que se participe. En la parte delantera se lucen los escudos de los lugares que se hayan visitado con la tuna.

## Zapatos
Los zapatos deben ser negros. También aquí los puristas no admiten zapatos con cordones sino que recomiendan el uso de zapatos con hebillas como adornos.